# Steinar Klausen
Steinar Klausen (født 16. april 1982) er en norsk badmintonspiller. Han spiller badminton for Moss badmintonklubb og Humlebæk badmintonklub i Danmark. Hans målsætningen er at blive blandt de 30 bedste badmintonspillere i verden og at repræsentere Norge under Olympiske lege.
I efteråret 2009 var Klausen rangeret som blandt de 130 bedste i verden, blandt de 40 bedste i Europa og nummer et i Norge. De sidste år er han klatret over 550 pladser op på verdensranglisten. Hans hidtil bedste resultater er en kvartfinale i Peru International og en ottendedelsfinale i Turkish International.
I april 2008 kom han på en niendeplads i EM både i single og double.
Klausen har tre NM-guldmedaljer og kongepokaler (2007,2008 og 2009) i både single og double, sammen med Erik Rundle fra Bygdøy. Han blev kåret til årets spiller 2007/2008 i Humlebæk BK i Danmark.
Da Klausen var 16 år og færdig med ungdomsskolen, bestemte han sig for at flytte til Danmark og starte på Danish Badminton College i Assens ved Odense. Dette indebar træning flere gange om dagen, kombineret med skolegang. Efter tre år i Danmark aftjente han sin værnepligt i Norge og flyttede han til Sandefjord, som dengang var den bedste klub i Norge for ham at spille for. Men i Norge var der ikke tilstrækkelig modstand til træningen, så han flyttet igen til København for at satse fuldt ud på badminton.
Da Norges Badminton Forbund sommeren 2007 hentede en ny landsholds træner fra Nederlandene og da der var gode muligheder for at træne i Oslo, flyttede han tilbage til Norge hvor han nu bor og træner dagligt.

## Links
- Moss badmintonklub (norsk)
- http://www.cupassist.com/badminton/visrank_20_klasse.php?klasse=HS Arkiveret 16. december 2008 hos  Wayback Machine
- Rangering Europa (engelsk)
- Rangering Verden (norsk)
- Norges badmintonforbund (norsk)
- Humlebæk badmintonklub (dansk)